# Fußballakademie
Eine Fußballakademie ist eine Sportschule und Leistungszentrum, an denen Fußballspieler aus- und weitergebildet werden. Viele Clubs im Profibereich unterhalten solche Akademien für Jugend- bzw. Juniorenmannschaften, während nationale Fußballverbände in ihren Akademien meist auch noch die Ausbildung auf den Senioren- und Trainerbereich ausdehnen.

## Fußballakademien in Deutschland, Österreich und der Schweiz
In Deutschland wird der Begriff Fußballakademie nicht einheitlich verwendet und umfasst im Wesentlichen die 58 Nachwuchsleistungszentren (NLZ). Neben den 36 Vereinen der Bundesliga und 2. Bundesliga, die laut DFB-Statuten zum Aufbau eines NLZ verpflichtet sind, führen aktuell (Februar 2024) auch 14 Vereine aus der 3. Liga und acht Vereine aus den Regionalligen ein anerkanntes NLZ. So unterhält Borussia Dortmund die BVB-Akademie mit dem BVB-Jugendhaus für Spieler unter 18 Jahren. Beim FC Bayern München wurde das neue Nachwuchsleistungszentrum u. a. für die Jugendmannschaften des Junior Teams als FC Bayern Campus am 1. August 2017 eröffnet.
Der Österreichische Fußball-Bund (ÖFB) hat 2017 umfassende Richtlinien zur Einrichtung von Fußballakademien zur Nachwuchsförderung mit dem Ziel der verbesserten Ausbildung von Profispielern veröffentlicht. Eine der bekanntesten Fußballakademien in Österreich ist die Red Bull-Akademie des FC Red Bull Salzburg, die im September 2014 eröffnet wurde. Auch auf Landesebene wurden in Österreich Fußballakademien eingerichtet, etwa die Fußballakademie Burgenland.
In der Schweiz gibt es andere Organisationmodelle von Nachwuchsleistungszentren, wie das des FC Luzern, dessen Pilatus-Akademie noch die Fussballakademie Zentralschweiz angeschlossen ist.

## Europäische Fußballclubs
Die meisten Clubs der englischen Premier League betreiben Fußballakademien, etwa die Manchester United Academy und  der FC Liverpool mit seiner Liverpool F.C. Academy. Auf dem europäischen Kontinent ist eine der bekanntesten Fußballakademien für Junioren La Masia des FC Barcelona.

## Nationale Fußballakademien
Die Fußballverbände verschiedener Länder unterhalten zentrale Fußballakademien, die neben der Jugendarbeit auch für Lehrgänge der Nationalmannschaften und die Trainerausbildung zuständig sind. In Italien besteht nahe Florenz das Centro Tecnico Federale di Coverciano des italienischen Fußballverbands schon seit 1958. Der französische Fußballverband betreibt seit 1988 das INF Clairefontaine nahe Paris. Spanien hat 2007 mit der Ciudad del Fútbol bei Madrid ein vergleichbares Zentrum eröffnet. Der Deutsche Fußball-Bund eröffnete am 30. Juni 2022 seine DFB-Akademie in Frankfurt am Main.